# Charron-Laycock

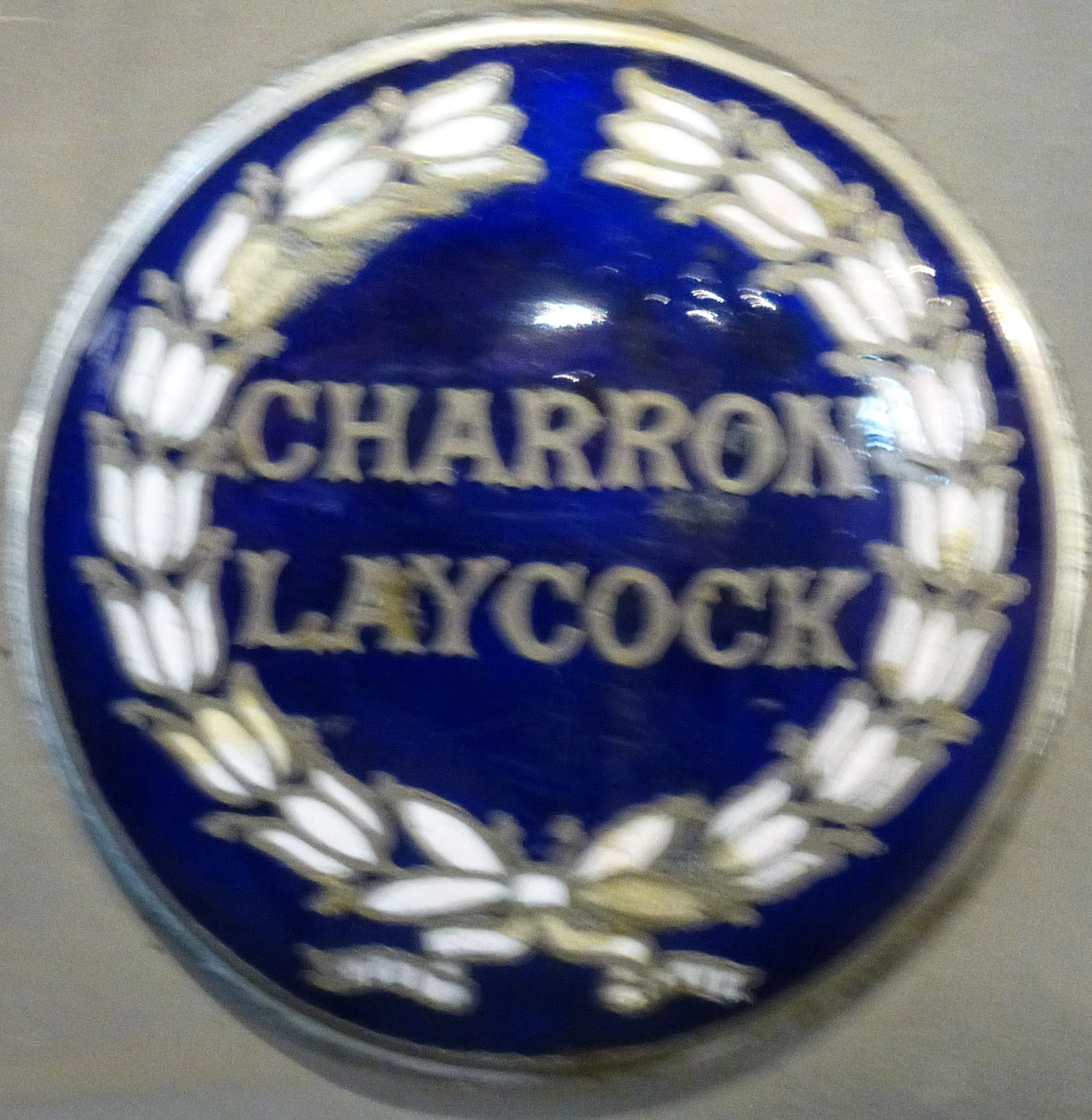
Emblem

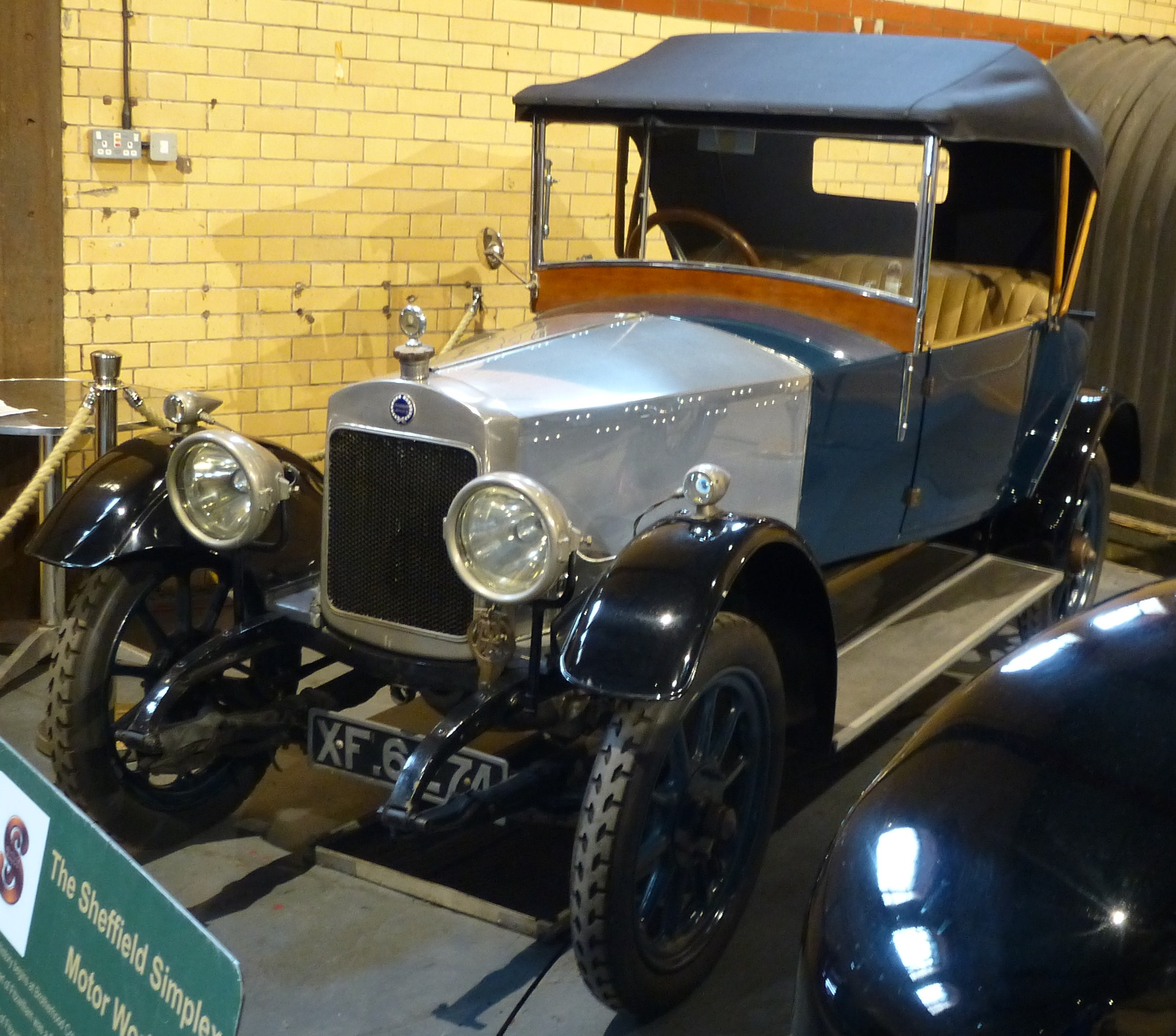
Charron-Laycock 10/25 HP von 1922

Charron-Laycock war eine britische Automobilmarke, die von 1920 bis 1926 von W. S. Laycock in Sheffield gefertigt wurde.

## Beschreibung
Es wurde nur ein Modell gefertigt, der 10/25 hp. Der leichte, offene Tourenwagen hatte einen seitengesteuerten Vierzylinder-Reihenmotor mit 1,5 l Hubraum. Der Radstand betrug 2489 mm.
Nach dem Generalstreik des Jahres 1926 brach der Automobilmarkt im Vereinigten Königreich zusammen und es gab keine Interessenten für das teure Leichtautomobil mehr.
Insgesamt entstanden etwa 500 Fahrzeuge.

## Modelle
| Modell   | Bauzeitraum | Zylinder | Hubraum  | Radstand |
| -------- | ----------- | -------- | -------- | -------- |
| 10/25 hp | 1920–1926   | 4 Reihe  | 1460 cm³ | 2489 mm  |